# Brasidas montivagus
Brasidas montivagus är en insektsart som beskrevs av Rehn, J.A.G. och J.W.H. Rehn 1939. Brasidas montivagus ingår i släktet Brasidas och familjen Heteropterygidae. Inga underarter finns listade.